# Trichosalpinx webbiae
Trichosalpinx webbiae är en orkidéart som beskrevs av Carlyle August Luer och Rodrigo Escobar. Trichosalpinx webbiae ingår i släktet Trichosalpinx och familjen orkidéer. Inga underarter finns listade i Catalogue of Life.